# اندیس سرب ومس چشمه حافظ
سرب ومس چشمه حافظ یک اندیس فلزی است که در حوالی شهر معلمان استان سمنان قرار دارد و مادهٔ معدنی موجود در آن، سرب ومس است.  